# Glycinde picta
Glycinde picta är en ringmaskart som beskrevs av Miles Joseph Berkeley 1927. Glycinde picta ingår i släktet Glycinde och familjen Goniadidae. Inga underarter finns listade i Catalogue of Life.